# Petra Hule
Petra Naomi Hule (* 5. März 1999) ist eine australische Tennisspielerin.

## Karriere
Hule spielt auf der ITF Women’s World Tennis Tour, wo sie bislang zwölf Titel im Doppel gewinnen konnte.
2014 nahm sie als 14-Jährige zum ersten Mal an den Juniorinnenwettbewerben der Australian Open teil. Im Juniorinneneinzel unterlag sie aber bereits in der ersten Runde Tereza Mihalíková mit 6:76 und 1:6. Im Juniorinnendoppel unterlag sie mit ihrer Schwester Chloe ebenfalls bereits in der ersten Runde Priscilla Hon und Jil Teichmann mit 5:7 und 0:6.
2015 schied sie bei den Australian Open im Juniorinneneinzel gegen Katherine Sebov in der ersten Runde mit 1:6 und 3:6 aus. Im Juniorinnendoppel unterlagen die Hule-Schwestern Naiktha Bains und Luisa Stefani mit 5:7 und 3:6. Im gleichen Jahr spielte Petra Hule für die australische Mannschaft beim Junior Fed Cup.
Bei den Australian Open 2016 erreichte Petra Hule mit einem 6:1 und 6:4 gegen Maria Mateas die zweite Runde im Juniorinneneinzel, wo sie dann aber Katherine Sebov mit 4:6 und 2:6 unterlag. Im Juniorinnendoppel unterlag sie mit Partnerin Selina Turulja mit 4:6 und 3:6 der indischen Paarung Karman Thandi und Pranjala Yadlapalli.
Im Januar 2025 gewann sie in Canberra zusammen mit Jaimee Fourlis ihren ersten Titel im Doppel im Rahmen der WTA Challenger Series.

### College Tennis
Hule zog 2016 eine College-Tennis-Karriere einer Tennisprofi-Karriere vor und spielte 2017 bs 2022 für das Damentennisteam der Florida State Seminoles der Florida State University.

## Turniersiege

### Doppel
| Nr. | Datum              | Turnier         | Kategorie      | Belag     | Partnerin             | Finalgegnerinnen                    | Ergebnis         |
| --- | ------------------ | --------------- | -------------- | --------- | --------------------- | ----------------------------------- | ---------------- |
| 1.  | 24. September 2022 | Darwin          | ITF W25        | Hartplatz | Talia Gibson          | Lisa Mays Ramu Ueda                 | 2:6, 7:5, [10:5] |
| 2.  | 15. Oktober 2022   | Cairns          | ITF W25        | Hartplatz | Talia Gibson          | Alana Parnaby Taylah Preston        | 6:1, 6:4         |
| 3.  | 16. April 2023     | Osaka           | ITF W25        | Hartplatz | Alexandra Bozovic     | Lee Pei-chi Lee Ya-hsuan            | 6:2, 6:3         |
| 4.  | 17. Juni 2023      | Guimarães       | ITF W25        | Hartplatz | Georgina García Pérez | Francisca Jorge Matilde Jorge       | 6:4, 7:5         |
| 5.  | 15. Juli 2023      | Corroios-Seixal | ITF W25        | Hartplatz | Talia Gibson          | Sofia Costoulas Lulu Sun            | 6:3, 3:6, [10:6] |
| 6.  | 13. Juli 2024      | Den Haag        | ITF W75        | Sand      | Jaimee Fourlis        | Annelin Bakker Sarah van Emst       | 6:4, 6:2         |
| 7.  | 20. Juli 2024      | Darmstadt       | ITF W35        | Sand      | Jaimee Fourlis        | Karolína Kubáňová Sapfo Sakellaridi | 7:66, 6:4        |
| 8.  | 5. Oktober 2024    | Cairns          | ITF W35        | Hartplatz | Alana Parnaby         | Mia Horvit Tenika McGiffin          | 6:2, 6:2         |
| 9.  | 12. Oktober 2024   | Cairns          | ITF W35        | Hartplatz | Alana Parnaby         | Destanee Aiava Alexandra Bozovic    | 3:6, 6:2, [10:2] |
| 10. | 26. Oktober 2024   | Playford City   | ITF W75        | Hartplatz | Alexandra Bozovic     | Lizette Cabrera Taylah Preston      | 6:4, 6:3         |
| 11. | 4. Januar 2025     | Canberra        | WTA Challenger | Hartplatz | Jaimee Fourlis        | Darja Semeņistaja Nina Stojanović   | 7:5, 4:6, [10:6] |
| 12. | 1. Februar 2025    | Brisbane        | ITF W75        | Hartplatz | Elena Micic           | Lizette Cabrera Taylah Preston      | 2:6, 6:2, [10:6] |
| 13. | 24. Mai 2025       | Pelham          | ITF W50        | Sand      | Madeleine Brooks      | Alicia Herrero Liñana Anna Rogers   | 6:1, 7:64        |

## Persönliches
Petra ist die Tochter von Angela Hule und besuchte bis 2017 die Henley High School in Adelaide. Ihre ältere Schwester Chloe spielte 2017/2018 Tennis an der University of Colorado und 2018/2019 an der Texas Christian University. Sie schloss die High School im April 2022 mit einem Master in Englisch ab.